# .xyz
.xyz یک دامنه سطح‌بالای عمومی (gTLD) است که در برنامه دامنه‌های سطح بالای جدید آیکان پیشنهاد شده و در تاریخ ۳۰ بهمن ۱۳۹۲ (۱۹ فوریه ۲۰۱۴) برای عموم در دسترس قرار گرفت. Xyz.com و سنترال‌نیک (CentralNIC) ثبت‌کنندگان این دامنه هستند.

## فرزندخواندگی
در نوامبر ۲۰۱۵ دامنه .xyz به ۱٫۵ میلیون ثبت رسید که احتمالاً این تعداد ثبت به علت تصمیم گوگل برای ثبت دامنه abc.xyz برای شرکت [آلفابت] تقویت شده‌است. آلفابت یکی از اولین شرکت‌های بزرگیست که دامنه .xyz را برای خود ثبت کرده‌است. بااین‌حال ثبت‌کننده دامنه [وری‌ساین] ادعا کرده که ثبت‌کننده دامنه Network Solutions صدها هزار دامنه .xyz را در حساب‌های کاربران خود ثبت کرده‌است.
تا سال ۲۰۱۶ دامنه .xyz ششمین دامنه برتر از نظر تعداد ثبت در بین تمام نام دامنه‌ها بوده‌است. تا جوئن ۲۰۱۶ دامنه .xyz چهارمین دامنه سطح بالا پرتعداد در اینترنت بعد از .com, .org , .net بوده‌است.